# Йоанис Ралис
Йоанис Димитриу Ралис (на гръцки: Ιωάννης Δημητρίου Ράλλης) е гръцки политик, министър-председател на Гърция. В началото на XX век участва в Гръцката въоръжена пропаганда в Македония.

## Биография
Йоанис Ралис е роден в 1878 година в Атина, Гърция. Баща му е гръцкият министър-председател Димитриос Ралис. Йоанис учи право в Атина, а след това във Франция и Германия.
През пролетта на 1904 година заедно с Димитрис Калапотакис, Стефанос Драгумис, Петрос Сароглу, Павлос Мелас и други участва в създаването на тайния Македонски комитет в Атина, целящ организиране на гръцко четническо движение в Македония, което да се противопостави на българските чети на ВМОРО и на българщината.
В 1906 година влиза в политиката и е избран за депутат от Мегара и оттогава до 1936 година е избиран на почти всички избори от Атина или от Атика. В 1920 година става министър в правитерството на Димитриос Ралис – първоначално на икономиката, по-късно на флота. По-късно за няколко месеца е министър на външните работи в правителството на Панагис Цалдарис, а след изборите от 1933 година от март до август 1933 г. е министър на вътрешните работи и военновъздушните сили. След несъгласие с Цалдарис, подава оставка от правителството. В изборите от 1935 г. не успява да бъде избран и заедно с Йоанис Метаксас и Георгиос Стратос издига лозунга за възстановяване на коронованата демокрация.
На изборите от януари 1936 година участва заедно с Георгиос Кондилис и успява да вкара 15 свои депутати в парламента. Ралис става третия, последен колаборационистки министър-председател на Гърция по време на окупацията на Гърция от Оста. Йоанис Ралис е министър-председател от 7 април 1943 година до 12 октомври 1944 година, наследявайки поста от Константинос Логотетопулос. Ралис е първият виден политик, който си сътрудничи с германските окупационни сили. Правителството на Ралис създава гръцките колаборационистки военни групи Батальони за сигурност.
Ралис е третият и последен колаборационистки министър-председател на Гърция в този период. И тримата ръководители (Георгиос Цолакоглу, Константинос Логотетопулос и Йоанис Ралис) председателстват марионетни правителства (1941 - 1944 година), които са напълно под контрола на властите на нацистката окупация. Поради това, правителството се проваля да предотврати налагането на тежки възстановителни такси на Гърция, които са платени в крайна сметка чрез конфискация на реколтата и предизвиква ужасен глад сред населението, който според Червения кръст коства живота на около 250 000 души (главно сред градското население).
След освобождението на Гърция, Ралис е осъден на доживотен затвор за държавна измяна заради сътрудничеството си с окупационните сили. Умира в затвора в Атина на 26 октомври 1946 година.
През следващата година синът му публикува книга, озаглавена „Ο Ιωάννης Ράλλης ομιλεί εκ του τάφου“ (в превод „Йоанис Ралис говори от гроба“), която представлява текст, написан от Йоанис Ралис в затвора, в който се разкайва за постъпките си.
Синът му Георгиос Ралис също има дълга политическа кариера и става министър-председател на Гърция през 1980-1981 година.